# Idiazabal (formaggio)
L'Idiazabal è quello prodotto nel Paese Basco e in Navarra (esclusi i comuni della valle del Roncal), integralmente con latte di pecora delle razze Latxa e Carranzana. È un formaggio grasso con una maturazione minima di 60 giorni, forme tra 1 e 3 kg per unità, pressato e non cotto.
È stato dichiarato patrimonio gastronomico europeo

## Caratteristiche
- Forma cilindrica, con facce tendenzialmente piane
- Scalzo da 8 a 12 cm
- Diametro da 10 a 30 cm
- Peso tra 1 e 3 kg
- La crosta è dura, di colore giallo pallido per le forme non affumicate e leopardato scuro per quelle affumicate.
- La pasta è compatta, di colore variabile: dal bianco all'avorio giallognolo, potendo presentare occhi piccoli di forma disuguale distribuita e in numero scarso.
- La percentuale di grasso non è inferiore al 45% sul secco.
- Materia secca minima 55%.
- pH tra 4,9 e 5,5.
- Proteina totale non inferiore al 25% sul secco.

### Gusto
Il gusto del formaggio Idiazabal è intenso, «riempie la bocca», equilibrato, pulito e consistente con un marcato carattere ''di latte stagionato di pecora'' e una traccia di gusto di caglio naturale, sempre che sia maturato il tempo sufficiente. Ha un tono piccante e deve avere assenza di amaro. La sua salinità è media.
Dopo la degustazione, lascia un retrogusto persistente del suo gusto caratteristico.

### Odore
Il formaggio Idiazabal deve avere un odore intenso, penetrante e limpido. Non devono essere presenti odori estranei.

### Tessitura
È un formaggio compatto con una elasticità non molto pronunciata, abbastanza compatto, si possono trovare granulosità al masticarlo, senza arrivare a essere grumoso.
Quanta più avanza la stagionatura, tanto più diminuisce l'umidità, e per tanto sarà meno elastico e presenterà una tessitura più propensa a scheggiarsi e dura.

## Trasformazione
Si necessitano circa 7 litri di latte crudo di pecora per elaborare un chilo di formaggio debitamente maturato.
Il latte si riscalda leggermente in contenitori di acciaio inossidabile fino a arrivare a una temperatura di 30 °C. Si aggiunge il caglio pulito, secco, triturato e mescolato con sale. Il latte si coagula in una mezzora fino a formare un gel elastico che si taglia con una lira in grani della dimensione di un chicco di mais. I grani si mescolano lentamente e si aumenta la temperatura della caldaia fino a arrivare vicino a i 37 °C. In questo modo si cerca di estrarre la maggiore quantità possibile di siero e concentrare il suo grasso e le proteine.
Quando i grani si sono sufficientemente induriti, si interrompe il riscaldamento e si aspetta che i grani si depositino al fondo della caldaia, coperti dal siero.
Al momento di introdurre la pasta negli stampi, questi si marcano con un numero unico per ogni forma, in modo da garantire la tracciabilità.
In seguito, si passa per la pressa e immediatamente a seguire si immerge in salamoia; posteriormente le forme si lasciano in una camera di maturazione a una temperatura che oscilla tra 8 e 15 °C e con un'umidità relativa tra il 80% e il 95%.
Lungo il processo, la fermentazione aumenta l'acidità, che aiuta alla sua conservazione. La stagionatura dura come minimo due mesi, mentre il tempo ottimale per ottenere la migliore qualità si considera sia tra quattro e otto mesi.
In alcune zone si pratica anche l'affumicatura del formaggio; mentre ci sono zone come Urbasa, Entzia e altre, dove non si utilizza questa tecnica.
La conservazione si deve realizzare in locali che dispongano di temperatura tra 10 e 12 °C e umidità adeguata.

## Denominazione di Origine
Il giorno 1 di ottobre di 1987 il Ministero dell'Agricoltura, Pesca e Alimentazione ha ratificato la Denominazione di Origine ''Idiazabal''. Sono accettate nella Denominazione di Origine 500 produttori e 100 caseifici, la maggioranza dei quali elaborano il formaggio con latte del proprio sfruttamento esclusivamente. Tanto la produzione del latte come l'elaborazione del formaggio si sviluppa sempre dentro il Paese Basco e Navarra (tranne la zona della valle del Roncal, la quale ha la sua propria denominazione di origine). Il Regolamento della Denominazione di Origine ''Idiazabal'' e del suo Consiglio Regulador fu approvato da Ordine di 30 di novembre di 1993, del Ministero dell'Agricoltura, Pesca e Alimentazione, modificato dall'Ordine del 23 di marzo di 1999, Ordine APA/1855/2002, di 4 di luglio e Ordine APA/2943/2007, di 27 di settembre. Ugualmente è stata inscritta come DOP nel ''Registro comunitario delle denominazioni di origine protetta e di indicazioni geografiche protette'' previsto dal Regolamento (CE) n.º 1107/96 del 12 giugno.

## Produzione annuale
Sommando tutti i produttori, in ogni campagna si trasformano circa 7.000.000 di litri di latte, che si convertono in una produzione di circa 1.000 t di formaggio.

## Valore nutrizionale
| Nutriente                 | Quantità |
| ------------------------- | -------- |
| Proteina                  | 21 g     |
| Lipidi                    | 33 g     |
| Cloruro di sodio          | 1,8 g    |
| Calcio (elemento chimico) | 1.873 mg |
| Fosforo                   | 817 mg   |
| Glucidi                   | 385 mg   |

Contributo ai LARN (Livelli Assunzione Raccomandata di Nutrienti) di 100 g di formaggio
| Nutriente | 4-6 anni | Uomo 30-60 anni | Donna 30-60 anni |
| --------- | -------- | --------------- | ---------------- |
| Caloria   | 24,0 %   | 16,0 %          | 20,0 %           |
| Proteina  | 81,0 %   | 38,0 %          | 46,0 %           |
| Calcio    | 22,5 %   | 180,0 %         | 180,0 %          |
| Fosforo   | 150,0 %  | 150,0 %         | 150,0 %          |